# Julius Berends
Pour les articles homonymes, voir Berends.
Julius Berends (né le 30 avril 1817 à Kyritz et mort le 17 juin 1891 à Frauenfeld) est un homme politique démocrate et imprimeur politique allemand.

## Biographie
Berends étudie tout d'abord la théologie. Il doit cependant renoncer à tout poste dans l'Élise ou dans les écoles après avoir fait publier un essai, que le consistoire classe comme communiste. Il devient donc professeur dans une école pour artisans à Berlin. Il apprend en parallèle l'imprimerie. Il a cependant besoin d'être citoyen de Berlin afin de pouvoir ouvrir sa propre enseigne. Ses opinions politiques transparaissant trop fortement durant ses cours, un accord est trouvé. Il doit abandonner son poste d'enseignant en échange de la citoyenneté de la ville. Il devient donc imprimeur.
En 1847, il entre au conseil municipal de Berlin. Il participe aux combats de barricades le 18 mars 1848 durant la révolution. Il est ensuite élu député à l'assemblée nationale prussienne et siège avec les démocrates. Devant l'assemblée, il fait une requête le 8 juin pour la reconnaissance de la révolution, c'est-à-dire pour reconnaître que les révolutionnaires tombés au combat le 18 et 19 mars ont mérité de la Patrie. La requête est certes rejetée, mais a beaucoup contribué à la chute du gouvernement libéral de Ludolf Camphausen. Après la dissolution de l'assemblée nationale en 1849, il entre dans la chambre basse du parlement prussien et y reste jusqu'à sa dissolution. Il est alors le meneur du parti populaire de Berlin. Quand l'état d'urgence est déclarée dans la ville, Berends, Benedikt Waldeck, Johann Jacoby et d'autres députés demandent devant le parlement sa levée immédiate. Leur requête est votée par le parlement, ce qui provoque sa fin le 27 avril 1849. Lors de l'évacuation de l'hémicycle Berends est attaqué par la baïonnette d'un soldat, mais n'est pas blessé.
Après un court emprisonnement, il émigre en 1853 aux États-Unis. Il y travaille comme commerçant à San Antonio, au Texas. Il fonde ensuite une école germano-anglaise. Il devient citoyen américain en 1861. Il retourne en Prusse en 1875. Puis se rend en Suisse dans les années 1880 et y meurt.

## Œuvre (sélection)
- (de) Vorträge über Vergnügen und öffentliche Feste. Gehalten im Berliner Handwerker-Verein, Berlin, 1846
- (de) Hebung der Noth der arbeitenden Klassen, Leipzig, 1845
- (de) Was wir wollen : eine Beleuchtung der beiden Berliner Proteste, Berlin, 1845
- (de) Keine Gewissensfreiheit ohne Lehrfreiheit in der Kirche, Berlin, 1845
- (de) Politisches Glaubensbekenntniss, Berlin, 1848
- (de) Jesus bei den Zöllnern und Sündern. Predigt über Lucä 15, 1-10 gehalten als Wahlpredigt zu Lindow, Sonntag den 23. Juni 1844, Leipzig, 1844